# Равич (місто)
Равич (пол. Rawicz) — місто в західній Польщі. Тут знаходиться сумнозвісна в’язниця (перебудована в 1827 році Пруссією з францисканського монастиря), в якій утримувались українці-політв’язні за часів ІІ Речі Посполитої.

## Демографія
Демографічна структура станом на 31 березня 2011 року:
|          | Загалом | Допрацездатний вік | Працездатний вік | Постпрацездатний вік |
| -------- | ------- | ------------------ | ---------------- | -------------------- |
| Чоловіки | 10066   | 1965               | 7135             | 966                  |
| Жінки    | 11117   | 1901               | 6647             | 2569                 |
| Разом    | 21183   | 3866               | 13782            | 3535                 |

## Відомі особи
- Чарнецький Павел — польський шляхтич, полковник королівського війська, мальтійський кавалер. В 1661 році — дідич Равича[5]
- Кароль Свідерський — польський футболіст, нападник грецького «Панатінаїкоса» та національної збірної Польщі.